# ماریانه برانت
ماریانه برانت (به آلمانی: Marianne Brandt)؛ (زادۀ ۱ اکتبر ۱۸۹۳ میلادی – درگذشتۀ ۱۸ ژوئن ۱۹۸۳ میلادی) نقاش، مجسمه‌ساز، عکاس، فلزکار و طراح اهل آلمان بود که در مدرسهٔ هنر باوهاوس در وایمار تحصیل کرد و بعداً در سال ۱۹۲۷ میلادی رئیس متال-ورکشتات (کارگاه فلزی) باوهاوس در دسائو شد. امروزه طراحی‌های برانت برای اشیاء خانگی مانند چراغ‌ها و زیرسیگاری‌ها نمونه‌هایی جاودانه از طراحی صنعتی مدرن محسوب می‌شوند. او همچنین فتومونتاژهایی را ایجاد کرد.

## زندگی‌نامه
برانت در خانواده ای سرشناس در کمنیتس با نام ماریانه لیبه متولد شد. در سال ۱۹۱۹ میلادی با نقاش نروژی اریک برانت ازدواج کرد و با او به نروژ و فرانسه سفر کرد. او پیش از پیوستن به باوهاوس وایمار در سال ۱۹۲۴ میلادی به عنوان یک نقاش آموزش دید تا در زمینهٔ فلزکاری تحصیل کند. در آنجا او شاگرد نظریه‌پرداز و طراح مدرنیست مجارستانی لاسلو موهولی-ناگی در کارگاه فلزی شد. او به سرعت به سمت دستیار کارگاه رسید و در سال ۱۹۲۸ میلادی جانشین موهولی به عنوان مدیر عامل کارگاه شد و به مدت یک سال در این پست خدمت کرد و در مورد برخی از مهمترین قراردادهای باوهاوس برای همکاری با صنایع مذاکره کرد. این قراردادها برای تولید چراغ‌ها و دیگر طرح‌های کارگاه فلزی نمونه نادری از کمک یکی از کارگاه‌ها به تأمین مالی مدرسه بود. پس از ترک باوهاوس در سال ۱۹۲۹ میلادی به برلین نقل مکان کرد، برانت برای والتر گروپیوس در استودیوی خود در برلین کار کرد. او متعاقباً رئیس طراحی فلز در شرکت روپل در گوتا شد و تا زمانی که شغل خود را در بحبوحۀ رکود مالی مداوم در سال ۱۹۳۲ میلادی از دست داد، در آنجا ماند.
در اوایل سال ۱۹۳۳ میلادی، در آغاز دورۀ نازی‌ها در آلمان، برانت برای اولین بار تلاش کرد تا در خارج از کشور کار پیدا کند، اما مسئولیت‌های خانوادگی او را به کمنیتس فراخواند. او در طول دورۀ نازیسم نتوانست شغل ثابتی پیدا کند. در سال ۱۹۳۹ میلادی او به عضویت «رایشس‌کولتورکامر» (اتاق فرهنگ رایش)، سازمان رسمی هنرمندان رژیم نازی، به منظور به دست آوردن لوازم هنری، که در غیر این صورت برای او ممنوع بود، شد. با این حال، برانت هرگز عضو حزب نازی نبود. پس از سال‌ها زندگی جدا، او و اریک برانت در سال ۱۹۳۵ میلادی رسماً طلاق گرفتند.
پس از جنگ جهانی دوم، برانت برای کمک به بازسازی خانۀ خانواده‌اش که در بمباران‌ها به شدت آسیب دیده بود، در کمنیتس ماند. او روزهای باقیماندۀ زندگی خود را در آلمان شرقی گذراند و در سن ۸۹ سالگی در کیرشبرگ، زاکسن درگذشت.

## تحصیلات
ماریانه برانت از سال ۱۹۱۱ تا ۱۹۱۷ میلادی در مدرسۀ هنر دوک-بزرگ ساکسون وایمار نقاشی و مجسمه‌سازی خواند. او سپس از سال ۱۹۲۳ تا ۱۹۲۸ میلادی در باوهاوس در وایمار و دسائو به تدریس پرداخت. برانت بین دوران تحصیل در مدرسۀ هنر و کارش در باوهاوس، به عنوان یک هنرمند آزاد کار می‌کرد. او نقاشی را نزد هنرمندان فریتس مکنزن و روبرت وایزه پیش از یادگیری مجسمه‌سازی نزد روبرت انگلمن آموخت. در سال ۱۹۲۰ میلادی او یک سفر مطالعاتی یک ساله با بازدید از پاریس و جنوب فرانسه داشت. او همچنین دوره‌هایی را گذراند که توسط پاول کله و واسیلی کاندینسکی تدریس می‌شد. او و ماکس سینویوویچ کرایوسکی اتصالات لامپ را برای ساختمان باوهاوس در دسائو از حدود سال ۱۹۲۵ تا ۱۹۲۶ میلادی طراحی کردند. او از سال ۱۹۲۷ به عنوان دستیار در کارگاه فلزی باوهاوس خدمت کرد و سپس در سال ۱۹۲۸ میلادی سمت سرپرستی آن را پر کرد. در سال ۱۹۲۹ میلادی برانت در دفتر معماری والتر گروپیوس در برلین استخدام شد. از سال ۱۹۳۰ تا ۱۹۳۳ میلادی برانت در کارخانۀ محصولات فلزی روپل در گوتا، آلمان کار می‌کرد. برانت از سال ۱۹۴۹ تا ۱۹۵۱ میلادی در آکادمی هنرهای زیبای درسدن در بخش چوب و سرامیک مدرس بود و از سال ۱۹۵۱ تا ۱۹۵۴ میلادی در آکادمی هنرهای کاربردی برلین کار کرد. فلزکار و طراح آلمانی؛ در دهۀ ۱۹۲۰ میلادی در باوهاوس تحصیل و کار کرد.
در اوایل دهۀ ۱۹۰۰ میلادی، زنان در نقاشی، کنده‌کاری، معماری یا فلزکاری کار نمی‌کردند. به این حرفه‌ها اغلب به عنوان حرفه‌های مردانه نگاه می‌شد. برانت این کلیشه را نادیده گرفت و به نقاشی، مجسمه‌سازی و فلزکاری ادامه داد. اگرچه باوهاوس از «هر فردی که شهرت خوبی داشته باشد، بدون در نظر گرفتن سن یا جنسیت» استقبال می‌کرد، اما هنوز یک تعصب جنسیتی قوی وجود داشت. لاسلو موهولی-ناگی تحت تأثیر تعهد و کار برانت قرار گرفت، او جایی برای او در کارگاه فلزی باوهاوس باز کرد. او اولین زنی بود که در استودیوی فلزکاری شرکت کرد. او در دوران دانشجویی آثار هنری موفقی تولید کرد. بعداً به برانت اعتراف شد که مربیان معتقد بودند جایی در کارگاه فلزی برای زنان وجود ندارد. مربیان از حضور او در آنجا احساس ناراحتی می‌کردند و عمداً کارهای کسل کننده و دلهره‌آور را به زنان واگذار می‌کردند. طراحی‌های او چنان موفقیت‌آمیز شد که در سال ۱۹۲۸ میلادی جایگزین لاسلو موهولی-ناگی به‌عنوان مدیر استودیو شد. موفقیت‌های ماریانه به او اجازه داد تا علی‌رغم مخالفت‌هایی که با او داشتند، به اوج حرفه‌اش برسد. او به برقراری برابری جنسی در محل کار کمک کرد و به همین دلیل، برای همیشه با «باوهاوس» همراه خواهد بود.

## آثار
طرح‌های برانت برای زیرسیگاری‌های فلزی، خدمات چای و قهوه، لامپ‌ها و سایر اشیاء خانگی اکنون به عنوان بهترین‌های وایمار و دسائو باوهاوس شناخته می‌شوند. علاوه بر این، آن‌ها در میان معدود طرح‌های باوهاوس بودند که در طول دورۀ بین‌ جنگ به تولید انبوه رسیدند و تعدادی از آن‌ها در حال حاضر به‌ صورت بازتولید در دسترس هستند. در یک حراجی در دسامبر ۲۰۰۷ میلادی، یکی از قوری‌های او — مدل شمارۀ ام‌تی۴۹ چای دم کن — به قیمت رکوردشکن ۳۶۱٬۰۰۰ دلار فروخته شد.
در آغاز سال ۱۹۲۶ میلادی، برانت همچنین مجموعه‌ای از کارهای فتومونتاژ را تولید کرد، اگرچه همه آن‌ها به جز تعداد کمی تا دهۀ ۱۹۷۰ میلادی پس از اینکه سبک باوهاوس را رها کرد و در آلمان شرقی کمونیستی زندگی می‌کرد به‌ طور عمومی شناخته نشد. این فتومونتاژها پس از آن که اکهارد نویمان، مورخ باوهاوس، خواستار تجربیات اولیه شد، مورد توجه عموم قرار گرفت، که ناشی از علاقۀ دوباره به تجربۀ مدرنیستی در غرب بود. این فتومونتاژها اغلب بر وضعیت پیچیدۀ زنان در دوران بین دو جنگ متمرکز می‌شوند، زمانی که آن‌ها از آزادی‌های جدیدی در کار، مد و تمایلات جنسی برخوردار بودند، اما اغلب تعصبات سنتی را تجربه می‌کردند.
در سال ۱۹۲۶ میلادی، برانت با باوهاوس به دسائو نقل مکان کرد و یک سال بعد مسئولیت طراحی تجهیزات نورپردازی را در کارگاه فلزی بر عهده گرفت، پیش از اینکه از سال ۱۹۲۸ تا ۱۹۲۹ میلادی مدیر آن شود. بخش اعظم انرژی برانت به طراحی نورپردازی او، از جمله همکاری با تعداد کمی از همکاران و دانشجویان باوهاوس اختصاص داشت. یکی از پروژه‌های اولیۀ او چراغ آویز ام‌ای۷۸بی (۱۹۲۶ میلادی) بود. این چراغ آویز ظریف ساخته شده از آلومینیوم دارای یک حباب بشقابی شکل ساده همراه با یک سیستم قرقره نوآورانه و وزنه-تعادل است که به راحتی ارتفاع لامپ را تنظیم می‌کند؛ این آویز در مکان‌های متعددی در محوطۀ دانشگاه دسائو، از جمله بخش فلزکاری، بافندگی و معماری، و همچنین اتاق غذاخوری خانۀ خود گروپیوس استفاده شد.
در طول دهه‌های ۱۹۳۰ و ۱۹۴۰ میلادی، برانت با وجود داشتن فرصت‌های فراوان پس از حضور در باوهاوس، تقریباً در انزوا زندگی می‌کرد. او به تازگی نمایش پنج عکس را در نمایشگاهی که توسط ورک‌بوند برپا شده بود به پایان رسانده بود. بخشی که کار او در آن نشان داده شد توسط رئیس قدیمی او موهولی-ناگی سرپرستی شد. پس از سفر از شغلی به شغل دیگر و پروژه‌ای به پروژۀ دیگر، برانت به مدت شانزده سال در زادگاهش کمنیتس زندگی کرد و هیچ سمت رسمی نداشت. او هنوز کار تولید می‌کرد، اما این کار برای یک هدف یا سفارش خاص نبود. او شروع به نقاشی، هم در آبرنگ و هم با تمپرا کرد. این مواد ارزان‌تر بودند و قطعات را می‌توان سریع‌تر تکمیل کرد. این نقاشی‌ها گاهی غم‌انگیز و افسرده‌کننده هستند، اما با توجه به زمان‌بندی آن‌ها در دوران بیکاری او و دورۀ نازی، تعجب‌آور نیست.
از برندت به عنوان یک عکاس پیشگام نیز یاد می‌شود. او ترکیب‌بندی‌های تجربی طبیعت بی‌جان خلق کرد، اما این مجموعۀ خودنگاره‌های او هستند که به‌ ویژه چشمگیر هستند. این‌ها اغلب او را به عنوان یک زن جدید قوی و مستقل از باوهاوس نشان می‌دهند. نمونه‌های دیگر چهره و بدن او را نشان می‌دهد که در سطوح منحنی و آیینه‌ای توپ‌های فلزی انحراف یافته و تصویری ترکیبی از خود و رسانۀ اصلی‌اش در باوهاوس ایجاد می‌کند. برانت یکی از معدود زنان در باوهاوس بود که از زمینه‌هایی که در آن زمان زنانه‌تر به‌شمار می‌رفتند مانند بافندگی یا سفال‌گری فاصله گرفت.

## مجموعه‌های چای

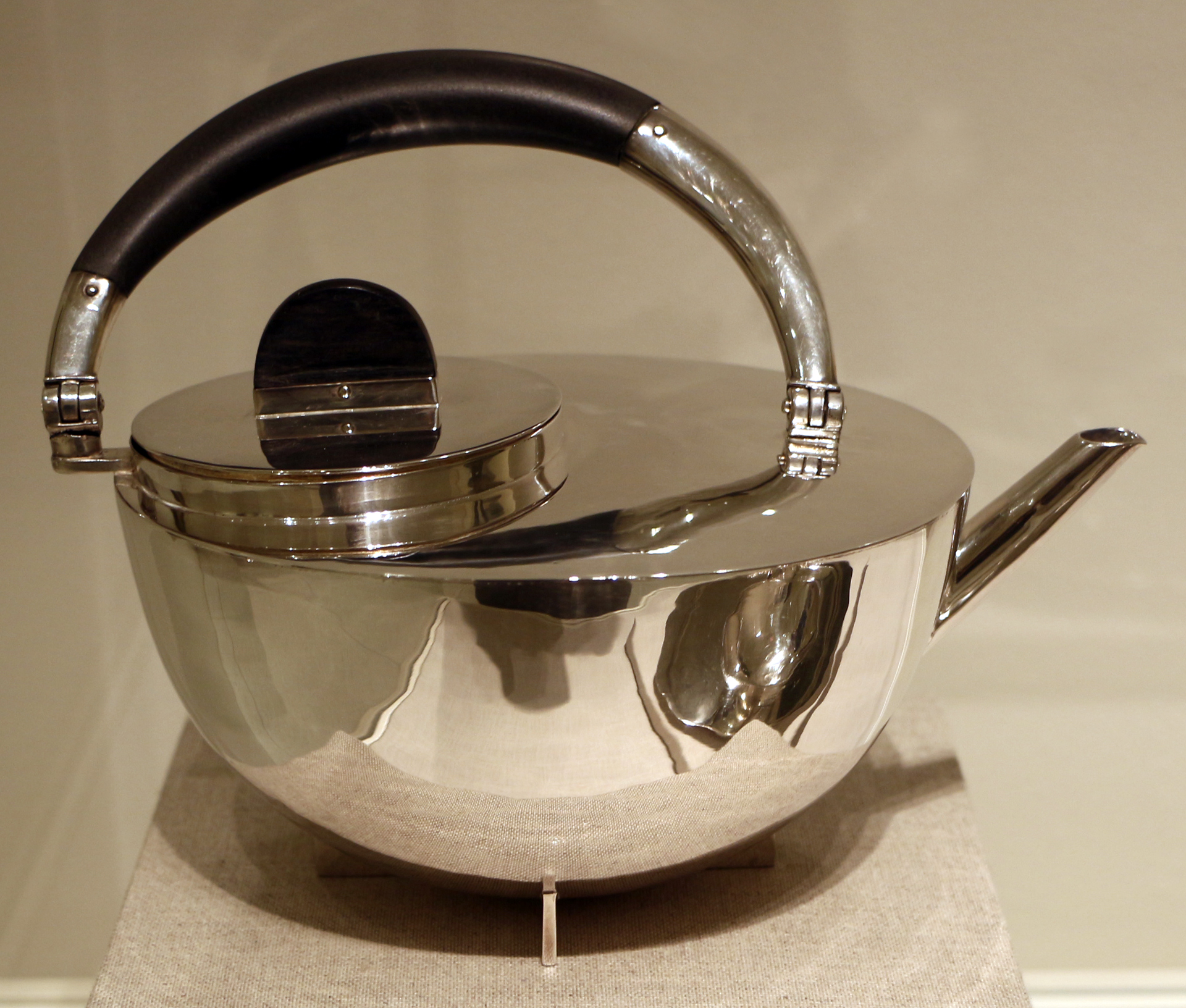
قوری چای، نقره و آبنوس (۱۹۲۴ میلادی)

مجموعه‌های چای برانت از فرم‌های هندسی و ایده‌هایی از جنبش‌هایی مانند کانستراکتیویسم و د استیل استفاده می‌کنند. تزئینات کمی وجود دارد. مجموعه‌ها از موادی مانند صفحۀ نقره و برنج استفاده می‌کردند؛ و آبنوس برای دستگیره‌ها. ست‌های چای تقریباً به‌ طور کامل دست‌ساز بودند اما منجر به تولید انبوه محصولات مشابه شد. حقوق بازتولید مجموعۀ چای اولیۀ برندت (۱۹۲۴ میلادی) در سال ۱۹۸۵ میلادی به آلسی، یک شرکت طراحی فلزی ایتالیایی، اعطاء شد. همراه با حقوق مجموعۀ چای، این شرکت همچنین حق تولید طرح زیرسیگاری (۱۹۲۶ میلادی) وی را با در قابل جابجایی دارد.
طرح‌های مجموعۀ چای برانت مشخصۀ مراحل اولیه مدرنیسم است. فرم بر زینت غالب است و حس روشنی از سازگاری حداقل نمادین با فن‌آوری مدرن تولید-انبوه وجود دارد.

## نمایشگاه‌ها
- «تمپو، تمپو! فتومونتاژهای باوهاوس ماریانه برانت»، یک نمایشگاه سیار که در بایگانی باوهاوس، برلین به نمایش گذاشته شد. موزهٔ بوش-رایزینگر در دانشگاه هاروارد، کمبریج، ماساچوست، و مرکز بین‌المللی عکاسی در نیویورک از سال ۲۰۰۵ تا ۲۰۰۶ میلادی.

## کتابشناسی
- بروکهاگه، هانس و راینهولد لیندنر. (۲۰۰۱ میلادی)؛ «ماریانه برانت»، کمنیتس: انتشارات کمنیتس. (به آلمانی)
- اتو، الیزابت. «تمپو، تمپو! فتومونتاژهای باوهاوس ماریانه برانت»، (۲۰۰۵ میلادی)؛ برلین: انتشارات یوویس. (به انگلیسی)
- اتو، الیزابت (۲۰۱۹ میلادی)؛ «ماریانه برانت» در شیرتز، کای اووه (ویرایش)، و همکاران. «۴ «دختران‌باهاوس»: گرترود آرنت، ماریانه برانت، مارگارته هایمن، مارگارتا رایکهارت»، ص‌ص. ۱۱۹–۸۶. درسدن: سنداستون کامنیوکیشن. شابک: ۳۹۵۴۹۸۴۵۹۶–۹۷۸. (به آلمانی و انگلیسی)
- وین‌هوف، الیزابت. (۲۰۰۳ میلادی)؛ «ماریانه برانت: عکاسی در باوهاوس»، انتشارات هاتیه کانتز. (به آلمانی)